# ایرماک‌لی (جیحان)
ایرماک‌لی {{ترکی|Irmaklı) (به کردی: Mehmûdiye) یک منطقهٔ مسکونی در ترکیه است که در جیحان واقع شده‌است.